# Bow Valley (Nebraska)
Bow Valley je naseljeno područje za statističke svrhe u američkoj saveznoj državi Nebraska. Prema popisu stanovništva iz 2010. u njemu je živjelo 116 stanovnika.